# Nemanja Radović
Nemanja Radović (in montenegrino Немања Радовић; Berane, 11 novembre 1991) è un cestista montenegrino.

## Carriera
Con il Montenegro ha disputato i Campionati mondiali del 2019 e i Campionati europei del 2022.

## Palmarès
- Campionato montenegrino: 1

Budućnost: 2011-12
- Coppa del Montenegro: 1

Budućnost: 2012